# Konjunktur

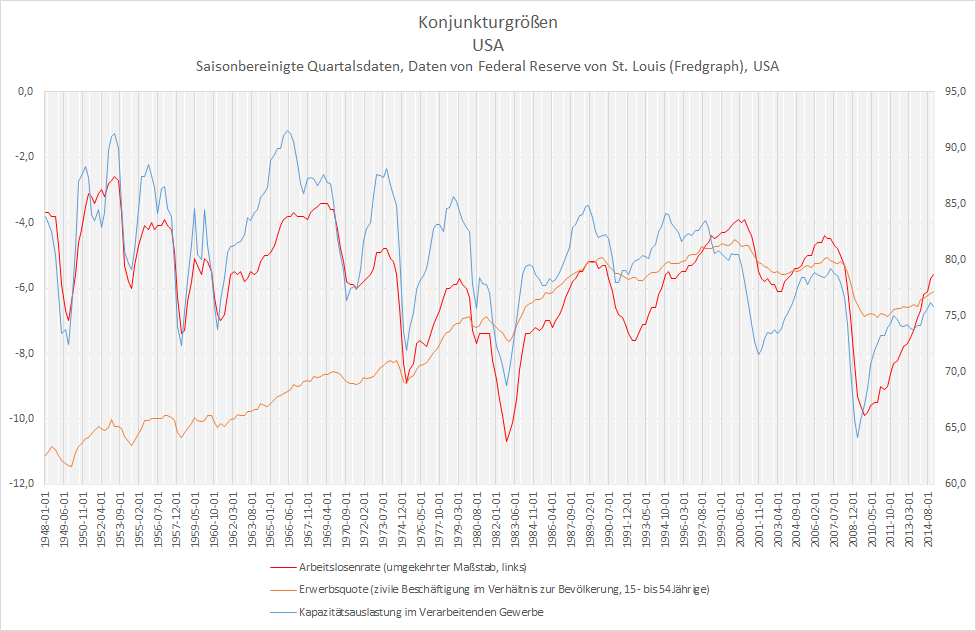
Konjunkturdaten der USA zu Kapazitätsauslastung, Beschäftigungsquote und Arbeitslosenquote

Unter dem Begriff Konjunktur versteht man die gesamtwirtschaftliche Lage, besonders in Hinsicht auf deren aktuellen positiven oder negativen Trend, aber der Ausdruck wird auch für eine besonders gute gesamtwirtschaftliche Lage (Hochkonjunktur) verwendet, also wenn die meisten Unternehmen einen großen Umsatz haben. Wirtschaftswissenschaftlich ausgedrückt versteht man unter Konjunktur Schwankungen im Auslastungsgrad des Produktionspotenzials einer Volkswirtschaft. Weiterhin können mehr oder weniger regelmäßige Schwankungen ökonomischer Größen stattfinden wie z. B. Produktion, Beschäftigung, Zinssatz und Preise mit der Folge, dass zyklische Schwankungen der gesamtwirtschaftlichen Aktivität entstehen können. Gemessen werden kann dieses durch den Grad der Kapazitätsauslastung. Der wichtigste Indikator hierfür ist das reale Bruttoinlandsprodukt.
Genauer versteht man unter dem Begriff „Konjunktur“, wenn Nachfrage- und Produktionsschwankungen zu Veränderungen des Auslastungsgrades der Produktionskapazitäten führen (in Abgrenzung von der Entwicklung der Kapazitäten im Sinne von wirtschaftlichem Wachstum selbst) und wenn sie eine gewisse Regelmäßigkeit aufweisen (in Abgrenzung von einmaligen Sondereinflüssen).
Diese in „Konjunkturzyklen“ wiederkehrende wellenförmige Veränderungsweise des wirtschaftlichen Aktivitätsniveaus innerhalb einer Marktwirtschaft wird durch die Konjunkturtheorie untersucht und zu erklären versucht. Dabei werden unterschiedliche Methoden angewandt, um aus vorliegenden Daten das regelmäßige Ablaufmuster eines Konjunkturzyklus zu erkennen, insbesondere dessen oberen und unteren Umkehrpunkt.
Im Unterschied dazu betrachtet die Wachstumstheorie den langfristigen Trend des Wachstums einer Volkswirtschaft im Gleichgewicht. Um den Konjunkturverlauf an und für sich zu betrachten, muss demzufolge von dem zugrunde liegenden Wachstumstrend abstrahiert werden. Die konjunkturtheoretische Analyse überschneidet sich zum Teil mit der Beschäftigungstheorie.
Als einzelne Phasen eines Konjunkturzyklus werden häufig unterschieden:
- Aufschwungphasen (Expansion, Prosperität),
- Hochkonjunktur (Boom),
- Abschwungphasen (Rezession) und
- Tiefphasen (Depression).

Je nach zugrunde gelegter Theorie, verfügbaren Indikatoren und den für die einzelnen Volkswirtschaften maßgeblichen Gremien gibt es jedoch Definitionen darüber, wann etwa eine „Rezession“ herrscht. Je nach Definition fängt sie zu verschiedenen Zeitpunkten an und hört zu verschiedenen Zeitpunkten auf.
Man spricht auch von einer Sonderkonjunktur, wenn sich die Konjunktur in bestimmten Teilbereichen einer Volkswirtschaft durch ein unerwartetes Ereignis – zum Beispiel eine Änderung gesetzlicher Rahmenbedingungen – eine begrenzte Zeit lang verbessert (Beispiel: Deutschland zahlte bis zum 31. Dezember 2023 eine Prämie beim Kauf eines neuen Elektroautos. Als diese Regelung in Kraft trat, begann eine Sonderkonjunktur diese Autos).
Wirtschaftspolitische Maßnahmen zur Abschwächung konjunktureller Schwankungen werden als Konjunkturpolitik bezeichnet.

## Wirtschaftsschwankungen
Folgende Arten von Wirtschaftsschwankungen lassen sich aufgrund der Länge der Zyklen unterscheiden:
- Saisonale Schwankungen sind kurzfristig (etwa drei Monate) und relativ leicht vorhersehbar. Häufig werden sie durch die sich jahreszeitlich ändernden Wetterbedingungen bedingt und machen sich besonders in bestimmten, diesen besonderen Einflüssen besonders stark unterworfenen Wirtschaftszweigen, wie etwa der Bauwirtschaft, bemerkbar.
- Konjunkturelle Schwankungen sind mittelfristiger Natur (etwa vier Jahre oder auch kürzer). Sie sind schwieriger in den Griff zu bekommen und sind die typische Aufgabe von Konjunkturpolitik. Sie kommen durch Ungleichgewichte zwischen gesamtwirtschaftlicher Nachfrage und gesamtwirtschaftlichem Angebot zustande, die zudem noch von zeitlichen Anpassungsverzögerungen beeinflusst werden.
- Strukturelle Schwankungen (Kondratjew-Zyklen) sind langfristiger Natur (rund 50 bis 60 Jahre). Sie werden durch tiefgreifende Veränderungen in der Wirtschaft ausgelöst (Innovationen in den Schlüsseltechnologien) und haben große Auswirkungen auf den Arbeitsmarkt. Hier kann Politik nur schwerlich gestaltend eingreifen.[2]

## Länge der Zyklen
Unabhängig voneinander haben mehrere Konjunkturforscher Schwankungen unterschiedlicher Länge identifiziert. Der Kitchin-Zyklus wird zur Beurteilung der betriebswirtschaftlichen Produktions- und Absatzplanung bzw. der Lagerhaltung herangezogen. In der ersten Phase wird mehr produziert als verkauft, um die Lager zu füllen. Sobald sich ein langsameres Wachstum abzeichnet, wird in der zweiten Phase die Produktion gedrosselt. Für diesen Zyklus ist eine Länge von 3 bis 4 Jahren empirisch nachweisbar. Der Juglar-Zyklus beschreibt Investitionsphasen. Er dauert zwischen 6 und 10 Jahren. Auslöser für den Kondratjew-Zyklus mit einer Dauer von 40 bis 50 Jahren sind technologische Innovationen.
Der Zeitraum, den man einem Konjunkturzyklus zuschreibt, hängt wesentlich davon ab, ob man das Niveau der wirtschaftlichen Aktivität (in der Regel gemessen an der gesamtwirtschaftlichen Produktion, also dem Bruttoinlandsprodukt) als Maßstab heranzieht, oder die Wachstumsraten. Grenzt man Anfang und Ende eines Konjunkturzyklus danach ab, ob die Wirtschaftsleistung absolut rückläufig war („Klassische Konjunkturzyklen“), so findet man längere Zyklen. Eine Einteilung anhand von Zuwachsraten führt zu einer größeren Zahl von kürzeren „Wachstumszyklen“. Alternativ kann man Konjunkturen daran messen, wie stark die Produktionskapazitäten der Unternehmen ausgelastet sind. Hier sind Schwankungen zwischen etwa 70 % (Rezession) und 100 % (Boom) denkbar. Entsprechend lautet die betriebswirtschaftliche Definition der Konjunktur nach gängiger Lehrmeinung: Schwankungen im Auslastungsgrad des Produktionspotenzials einer Volkswirtschaft. Hier wird sowohl ein Makrozyklus von mehreren Jahren bis zu Jahrzehnten Dauer beschrieben als auch beinhaltete Mikrozyklen von wenigen Jahren, nicht jedoch unterjährige Saisonzyklen.

## Phasen des Zyklus

Konjunkturverlauf (Theorie). Rezession = Abschwung; Depression = Konjunkturtief

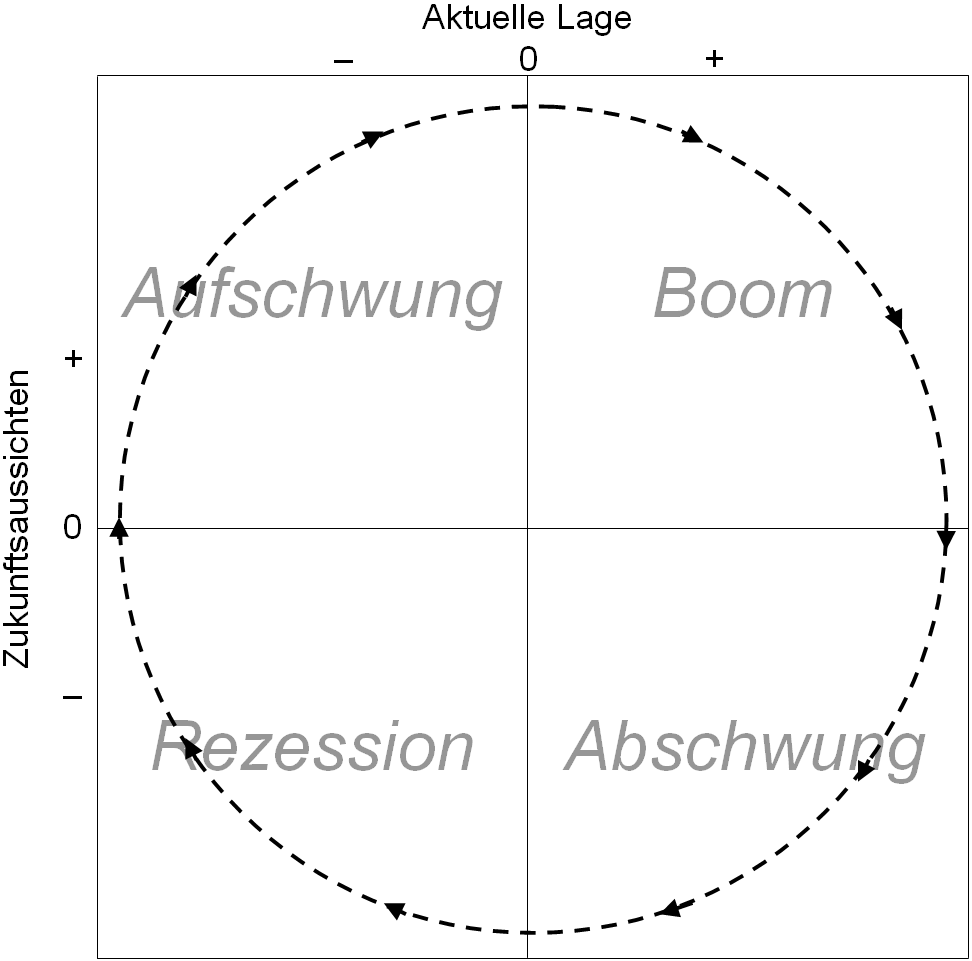
Theoretischer Konjunkturverlauf in der Konjunkturuhr, wie sie z. B. im Rahmen des ifo-Geschäftsklimaindex Verwendung findet. (Die Ifo bezeichnet abweichend das Konjunkturtief als Rezession.)

Von verschiedenen Forschern und Institutionen werden Konjunkturzyklen in mehrere Phasen eingeteilt. Verbreitet ist ein Zwei-Phasen-Schema, bei dem der Konjunkturzyklus in einen Aufschwung und einen Abschwung eingeteilt wird. Dabei nehmen die Aufschwungphasen meist den weitaus größten Teil des Zyklus ein, während Abschwungphasen im Allgemeinen recht kurz sind. Dieses Schema ist insbesondere in den USA sehr verbreitet. Dort dauerten die Aufschwünge zwischen 1945 und 2001 im Durchschnitt 57 Monate, die Abschwünge hingegen nur 10 Monate. Die letzte, ziemlich schwache Expansionsphase in den USA wird in einem EPI-Papier den Jahren 2001 bis 2007 zugeordnet.

### Expansive Phase (Aufschwung, Prosperität)
Als expansive Phase bezeichnet man die Phase des wirtschaftlichen Aufschwungs. Sie ist geprägt durch steigende Auftragsbestände und Produktionen, das Sinken der Arbeitslosenquoten, eine tendenziell wahrnehmbare jedoch noch geringe Preissteigerung (Inflation), niedrige Zinsen mit steigender Tendenz sowie optimistische Prognosen zur wirtschaftlichen Entwicklung.
Weiterhin ist sie gekennzeichnet durch eine steigende Auslastung von Kapazitäten der Produktionsfaktoren, steigende private Investitionen und Lohnsumme, zunehmendes Volkseinkommen und erhöhten privaten Konsum.

### Hochkonjunktur (Boom)
In der Phase der Hochkonjunktur (obere Wendepunktphase, Boom) sind aufgrund von starker Nachfrage die Kapazitäten einer Wirtschaft voll ausgelastet. Es herrscht Vollbeschäftigung. Das Lohnniveau steigt, die Preise und die Zinsen ziehen weiter an, eine Erhöhung des realen Volkseinkommens ist nicht mehr möglich. Die Produktion wird so lange gesteigert, bis eine Überhitzung des Marktes eintritt – wenn also steigende Zinsen aufgrund erhöhter Kreditnachfrage und vermehrte Fehlinvestitionen aufgrund übermäßig optimistischer Erwartungen immer mehr Unternehmen Probleme bereiten. Man spricht hier von Marktsättigung. Merkmale eines gesättigten Marktes sind:
- Marktvolumen steigt nur noch in geringem Umfang
- Teilmärkte werden von Stagnation oder Schrumpfung erfasst
- Preisverfall
- weniger produktive und viele kleine Unternehmen scheiden aus dem Markt aus
- Unternehmensübernahmen verstärken Konzentrations- und Konsolidierungsprozesse
- polypolistische Marktstrukturen werden durch oligopolistische Strukturen ersetzt

Von nun an nimmt das Bruttoinlandsprodukt zwar noch weiter zu, jedoch mit sinkenden Wachstumsraten. Die Phase des Abschwungs wurde eingeleitet.

### Rezession (Abschwung)
Rezession bezeichnet die kontraktive Konjunkturphase, in welcher ein Abschwung der Wirtschaft verzeichnet wird. Nach der am meisten verbreiteten Definition liegt eine Rezession vor, wenn die Wirtschaft in zwei aufeinanderfolgenden Quartalen im Vergleich zu den Vorquartalen nicht wächst oder ein Rückgang zu verzeichnen ist (sinkendes Bruttoinlandsprodukt). Gemäß dieser Definition hat bisher Japan von allen OECD-Ländern die längste Phase ohne Rezession geschafft (132 Quartale). Die längste noch laufende Serie hatte 2017 Australien mit 102 Quartalen.
In den USA beobachtet das Business Cycle Dating Committee des National Bureau of Economic Research die statistischen Daten über die Konjunkturentwicklung, wobei es indes nicht immer die gleichen Messgrößen verwendet. Je nach Datenqualität wird unterschiedlichen Indikatoren die Fähigkeit zugesprochen, das wirtschaftliche Aktivitätsniveau zutreffend abzubilden; so 2007/2008 insbesondere den Beschäftigungszahlen, die bei den Unternehmen erhoben wurden. Eine Rezessionsphase wird dabei bestimmt vom oberen Scheitelpunkt bis zum untersten.
Nach dem Kriterium des Sachverständigenrates liegt eine Rezession dann vor, wenn ein Rückgang der relativen Output-Lücke um mindestens zwei Drittel der jeweiligen Potenzialwachstumsrate mit einer aktuell negativen Output-Lücke einhergeht.
Laut dem Institut für Wirtschaftsforschung (WIFO) in Österreich ist allein ein Rückgang der Wachstumsraten in zwei aufeinanderfolgenden Quartalen (immer im Vergleich zur Vorjahresperiode) noch nicht als Rezession zu bezeichnen, sondern erst wenn zwei Quartale mit Negativwachstum vorliegen. Also erst eine schrumpfende Wirtschaft steckt in einer Rezession, nicht aber schon eine nur mehr noch leicht wachsende Wirtschaft.
Eine Rezessionsphase ist im Allgemeinen gekennzeichnet durch:
- Abschwächung der Hochkonjunktur
- pessimistische Prognosen für die Wirtschaftslage
- Rückgang der Nachfrage
- überfüllte Lager
- Abbau von Überstunden und beginnende Kurzarbeit
- Entlassung von Arbeitskräften, die sich in der Probezeit befinden und Nicht-Verlängerung von befristeten Arbeitsverträgen
- fehlende Investitionen
- teilweise Stilllegung von Produktionsanlagen
- stagnierende oder sinkende Preise, Löhne und Zinsen
- fallende Börsenkurse

Während für Joseph Schumpeter die Aufschwungphase mit der Einführung einer Innovation mit wirtschaftlicher Schlüsselbedeutung zu tun hat, ist für ihn die Rezessionsphase die „Erntezeit“, wo die Ergebnisse der während der Innovationsphase getätigten Investitionen eingefahren werden. Im Vergleich zu den Übertreibungen der Boomphase wird die Wirtschaft im Allgemeinen wieder „vernünftiger“. Einige unter den neuen technologischen Bedingungen nicht mehr lebensfähige Unternehmen verschwinden vom Markt.
Steigert sich der Abschwung weiter oder kommt es zu einer anhaltenden Stagnation, spricht man von Depression.

### Depression (Konjunkturtief)
Ein Konjunkturtief ist der Tiefstand, in den eine Volkswirtschaft durch einen Abschwung gerät. Verharrt die Wirtschaft hartnäckig über einen ungewöhnlich langen Zeitraum in diesem Tiefstand und sind noch weitere Abwärtsbewegungen nicht auszuschließen, wird von Depression (lateinisch deprimere, „niederdrücken“) gesprochen.
Teilweise wird angenommen, dass es „keine akademische Definition“ von „Depression“ gebe. Thorstein Veblen etwa hatte aber schon 1904 seine Theorie der Zyklen der Geschäftsaktivitäten mit einer Wachstumstheorie beschlossen, die im Wesentlichen chronische Tendenzen zum Verharren in Depression beschrieb. 1939 unterschied Joseph A. Schumpeter „Depression“ von „Rezession“ dadurch, dass Rezession im Ablauf der kapitalistischen Wirtschaft gleichsam ein normaler Vorgang sei, der das Gleichgewicht wieder herstellt. In der Depression hingegen komme es durch „abnorme Liquidation“ zur Vernichtung vieler Dinge, die ohne diese einfach weiter bestehen würden. Während die Abschaffung der Rezession einer Abschaffung des kapitalistischen Prozesses insgesamt gleichkäme, sei die Depression indes eine besondere wirtschaftliche Notlage, die das Eingreifen des Staates so gut wie unvermeidlich mache. In ähnlichem Sinne spricht Paul Krugman im Wesensunterschied zur geläufigen Konjunkturpolitik von „depression economics“.
Ein Konjunkturtief wird oftmals verstärkt durch das Aufbrechen von Strukturkrisen, wie etwa Überkapazitäten in einzelnen Industriezweigen. Es geht über eine lange Zeit die gesamte wirtschaftliche Tätigkeit (wie etwa durch das Bruttoinlandsprodukt angezeigt) zurück, die Börsenkurse fallen, die Arbeitslosigkeit steigt stark an, Angstsparen beginnt und Tendenzen zu einer Deflation kommen auf (das Preisniveau sinkt, auch die Endverbraucherpreise fallen).
Der Begriff „Depression“ wurde für die Weltwirtschaftskrise am Ende der 1920er Jahre benutzt (US-Englisch: Great Depression). Diese Depression war geprägt von einer Massenarbeitslosigkeit in einem bis dahin unbekannten Ausmaß. Als Beginn der damaligen Weltwirtschaftskrise wird der Zusammenbruch der Börsen am sogenannten schwarzen Freitag, dem 25. Oktober 1929, betrachtet (Börsenkrach). Die internationalen Wirtschaftskrisen im letzten Viertel des 19. Jahrhunderts sind ebenfalls so bezeichnet worden, nämlich als Große bzw. Lange Depression. Zur Frage, was aus Weltwirtschaftskrisen zu lernen sei, fand am 31. März 2009 vor dem US-Senatskomitee ein Hearing mit namhaften Ökonomen statt.
In sozialpsychologischer Sichtweise wird oft als Grund für eine Depression der Verlust des Vertrauens in das Funktionieren der Wirtschaft genannt. Joseph Schumpeter hält das für eine Pseudo-Erklärung und warnt davor, psychologische Erwartungen als exogene Variable, also reale äußere Bedingungen anzusehen. Die Angst davor, den Arbeitsplatz zu verlieren und damit das dadurch gesicherte Einkommen, führt zur Verringerung der Konsumausgaben, deren Absinken wiederum zu vermehrtem Arbeitsplatzabbau führt. Andere Erklärungsversuche machen wirtschaftspolitische Fehlentscheidungen verantwortlich (im Fall der Weltwirtschaftskrise etwa ein hohes Maß an Protektionismus sowie mangelhafte Maßnahmen, um Einflüsse von Kursverlusten auf wichtige Märkte zu reduzieren), oder andere Faktoren wie Herdentrieb bei Investoren und/oder exogene Einflüsse.

## Konjunkturtheorien
Dem Phänomen Konjunktur kann man sich aus unterschiedlichen Perspektiven nähern:
- Eine phänomenologische Sichtweise setzt sich mit dem Konjunkturzyklus als solchem auseinander. Sie versucht, aus dessen Dauer, der Länge der verschiedenen Phasen und dem Verhalten verschiedener Teilaggregate (wie Beschäftigung, Investitionen, Exporte) Lehren für den künftigen Ablauf der Konjunktur zu ziehen. Diese Sichtweise ist insofern wichtig, als sie Konjunkturzyklen überhaupt erst als eigenständiges Forschungsobjekt etabliert.
- Eine analytische Sichtweise versucht, das Zustandekommen von Konjunkturschwankungen durch Ansätze aus der Wirtschaftstheorie zu erklären. Einen Ansatzpunkt bieten Akzelerator-Multiplikator-Ansätze (Multiplikator-Akzelerator-Modell). Andere Erklärungsversuche stellen Lagerzyklen in den Mittelpunkt der Erklärung. Als Auslöser von Konjunkturschwankungen werden zudem finanz- oder geldpolitische Maßnahmen analysiert; auch werden politische Zyklen diskutiert sowie psychologische und sonstige Ursachen. Wieder andere Erklärungsansätze verwenden Räuber-Beute-Modelle der Populationsdynamik, um mit Hilfe von Lotka-Volterra-Gleichungen Konjunkturschwankungen zu erklären.[17][18][19]
- Eine exogene (außerwirtschaftliche) Sichtweise betrachtet die Faktoren, die nicht unmittelbar mit der Wirtschaft zu tun haben. So sind zum Beispiel Kriege, Naturkatastrophen, Pandemien, Entdeckungen, Erfindungen und neue Rohstoffquellen Faktoren, die die Konjunktur verändern können.

Die verschiedenen Schulen der Volkswirtschaftslehre favorisieren dabei unterschiedliche Erklärungsansätze. Diese unterschiedlichen Auffassungen spiegeln sich in den konjunkturpolitischen Empfehlungen wider.

## Konjunkturforschung und -prognose

### Allgemein
Mittels methodisch kontrollierter empirischer Verfahren versucht man die konjunkturelle Entwicklung einer konkreten Wirtschaft zu diagnostizieren und vorauszusagen. Diese Art von Konjunkturforschung lässt sich somit von der theoretischen Analyse der Konjunktur unterscheiden.

### Forschungseinrichtungen
In den USA wurde die Konjunkturforschung von Arthur F. Burns und Wesley Clair Mitchell begründet. Der von ihnen in den 1920er Jahren entwickelte Harvard-Indikator geriet in Misskredit, als er die Weltwirtschaftskrise 1929 nicht anzeigte. Die Konjunkturforschung lebte danach erst in den 1930er Jahren wieder auf.
In Deutschland waren hier unter anderem Arthur Spiethoff und Ernst Wagemann die Vorreiter. In eigentlichem Sinne begann die Konjunkturforschung mit Gründung des Instituts für Konjunkturforschung in Berlin (heute: Deutsches Institut für Wirtschaftsforschung, DIW). Daneben etablierten sich in Deutschland einige weitere Wirtschaftsforschungsinstitute, die regelmäßig Konjunkturprognosen veröffentlichen.
Diese erstellen seit 1950 zweimal im Jahr eine Gemeinschaftsdiagnose im Auftrag der Bundesregierung. Seit 2007 wird die Gemeinschaftsdiagnose öffentlich ausgeschrieben, sodass auch andere Institute daran beteiligt sein können. Das DIW als Vorreiter schied dabei aus, weil die Bundesregierung Vorbehalte hatte betreffend der Leistungsfähigkeit des Instituts wegen des Weggangs von erfahrenen Mitarbeitern vom DIW.
Der 1963 gegründete Sachverständigenrat zur Begutachtung der gesamtwirtschaftlichen Entwicklung erstellt ebenfalls im Auftrag der Bundesregierung einmal pro Jahr eine Konjunkturprognose, die stets im November veröffentlicht wird.
Weitere regelmäßige Prognosen veröffentlichen internationale Organisationen. Die OECD veröffentlicht in ihrem OECD-Wirtschaftsausblick zwei Mal jährlich eine Konjunkturprognose für alle ihre Mitgliedsländer sowie die großen Schwellenländer. Auch die EU-Kommission und der IWF veröffentlichen regelmäßige Konjunkturprognosen.
In Deutschland befassen sich zudem die Forschungsinstitute der Arbeitgeber (Institut der Deutschen Wirtschaft) und der Gewerkschaften (seit 2005 das neu gegründete Institut für Makroökonomie und Konjunkturforschung (IMK) in der Hans-Böckler-Stiftung) mit Konjunkturanalysen. Das Institut für Arbeitsmarkt- und Berufsforschung der Bundesagentur für Arbeit analysiert die Auswirkungen der Konjunkturentwicklung auf den Arbeitsmarkt.
Die Zuverlässigkeit der über die letzten zehn Jahre angestellten Prognosen ist nur wenig besser als die Qualität einer „naiven“ Vorhersage. Dabei gehen die prognostizierten Werte der untersuchten Experten zum Teil beträchtlich auseinander; allenthalben wird aber die Höhe des künftigen Wachstums tendenziell überschätzt.

### Methoden der Konjunkturprognose
Konjunkturprognosen werden ausgehend von den Erfahrungen der Vergangenheit über den Ablauf früherer Konjunkturzyklen, empirisch festgestellten wirtschaftlichen Zusammenhängen (zum Beispiel die Wirkung von Zinsen auf Investitionen oder von Steuern auf die Konsumnachfrage) und schließlich Konjunkturindikatoren abgeleitet.
Die Volkswirtschaftliche Gesamtrechnung liefert den definitorischen Rahmen, um die Konsistenz der Prognosen herzustellen. Dabei bedient man sich zum Teil intuitiver Verfahren, zum Teil ökonometrischer Methoden. Ökonometrische Konjunkturmodelle stützen sich auf mathematisch-statistische Verfahren; es können aber zusätzliche Informationen in die Modelle einfließen, die sogenannten Adds (konstante additive), oder aber auch multiplikative Veränderungen der endogenen Variablen. Zum Beispiel müssen neue politische Maßnahmen „per Hand“ in die Modellstruktur aufgenommen werden, die Wirkungen kann das Modell sodann allein ausrechnen.

## Konjunkturbarometer
Jeden Monat bringt das Deutsche Institut für Wirtschaftsforschung (DIW) ein DIW-Konjunkturbarometer heraus. Es schätzt ein, wie das reale Bruttoinlandsprodukt des jeweils abgelaufenen Quartals aussehen könnte; denn zu diesem Zeitpunkt liegen noch keine Daten des Statistischen Bundesamtes vor. Dabei stützt es sich auf solche Indikatoren wie Produktion und Umsatz in wichtigen Wirtschaftszweigen; darunter der Großhandelsumsatz und die Auftragseingänge, die Einnahmen aus der Umsatzsteuer und auch die Kraftfahrzeug-Zulassungen.
Einmal im Monat stellt das „ifo-Institut“ diese Frage: „Wird das Geschäft im nächsten halben Jahr besser, schlechter oder laufen die Geschäfte gleich gut?“ Aus den 7.000 Antworten darauf wird ein Indikator für die Entwicklung der Wirtschaft berechnet.
Das Zentrum für Europäische Wirtschaftsforschung (ZEW) befragt für seinen ZEW-Index 350 ausgesuchte Börsenexperten zu deren Konjunkturerwartungen.
„Sowohl ifo-Geschäftserwartungen als auch ZEW-Konjunkturerwartungen weisen einen signifikanten Vorlauf zur Jahresveränderungsrate der Industrieproduktion in Deutschland auf. Dieser beträgt für die ZEW-Konjunkturerwartungen bis zu 6 Monate, während bei den ifo-Erwartungen ein Vorlauf von maximal 4 Monaten vorliegt. Darüber hinaus zeigen Granger-Kausalitätstests, dass der ZEW-Indikator einen signifikanten Vorlauf von einem Monat vor dem ifo-Indikator hat.“
Thomas Fricke hingegen weist auf die qualitativ unterschiedliche Vorgehensweise bei den von ifo-Institut und ZEW verwendeten Messverfahren hin: „Ein Grundproblem des ZEW-Index liegt ganz offenbar darin, Analysten zu befragen, die zu starken Herdentrieben neigen - und dann auch noch zur allgemeinen Lage im Lande (und nicht wie beim Ifo zur Lage des eigenen Betriebs).“
Ein Konjunkturbarometer für die USA kann mit den kostenlosen Daten des US Conference Board berechnet werden. Dieses veröffentlicht monatlich den US Leading Economic Indicator, der auf zehn wirtschaftlichen Frühindikatoren basiert. Daraus ergibt sich im Jahres- oder Halbjahresvergleich der US Leading Economic Index. Durch diese Berechnungsmethode kann die aktuelle Konjunkturphase bestimmt werden. Dieses Modell dient vor allem der rechtzeitigen Erkennung eines Konjunkturphasenwechsels.

## Konjunkturdiagnose
Der konjunkturelle Ist-Zustand einer Wirtschaft wird durch verschiedene Methoden bestimmt. Zum einen kann eine Zeitreihenanalyse durchgeführt werden, wobei bestimmte makroökonomische Größen wie das Bruttoinlandsprodukt, Volkseinkommen, Konsum und Investitionen herangezogen werden. Sollte eine differenzierte Konjunkturdiagnose stattfinden, wird eine Vielzahl von weiteren Zeitreihen wie z. B. der Auftragseingang verwendet.
Durch die Zeitreihenanalyse können verschiedene Konjunkturindikatoren konstruiert werden. Weiterhin kann eine Befragung von zahlreichen Unternehmen über den gegenwärtigen Konjunkturzustand stattfinden. In der Bundesrepublik Deutschland werden solche Befragungen vom ifo-Institut für Wirtschaftsforschung durchgeführt zum einen durch den Konjunkturtest und durch eine Tendenzbefragung. Außerdem kann ein Vergleich von Produktionspotenzial und tatsächlicher Produktion stattfinden. Durch diesen Vergleich wird der konjunkturelle Zustand einer Wirtschaft durch den Auslastungsgrad abgeleitet.

## Konjunkturdienst
Es handelt sich hierbei um eine periodische Berichterstattung mit dem Ziel, Ergebnisse und Daten der Konjunkturforschung auszuwerten und den einzelnen wirtschaftlichen Aktoren nutzbar zu machen. Dazu dienen z. B. folgende Publikationen: der ifo-Schnelldienst des ifo-Instituts für Wirtschaftsforschung in München; der des iwd, des Instituts der Deutschen Wirtschaft in Köln sowie die einer Reihe anderer Wirtschaftsforschungsinstitute.

## Konjunkturzyklen in der Bundesrepublik Deutschland
Im Gegensatz zu den USA, wo es eine „offizielle“ Datierung der Konjunkturzyklen gibt, liegt eine offizielle Klassifikation der Zyklen für Deutschland nicht vor. Betrachtet man nur Konjunkturen im engeren Sinne, die durch absolute Rückgänge in der Wirtschaftsleistung begrenzt werden, so lassen sich seit 1945 sechs volle Zyklen erkennen, die zumeist mit Abschwächungen der Weltwirtschaft zusammenfielen.

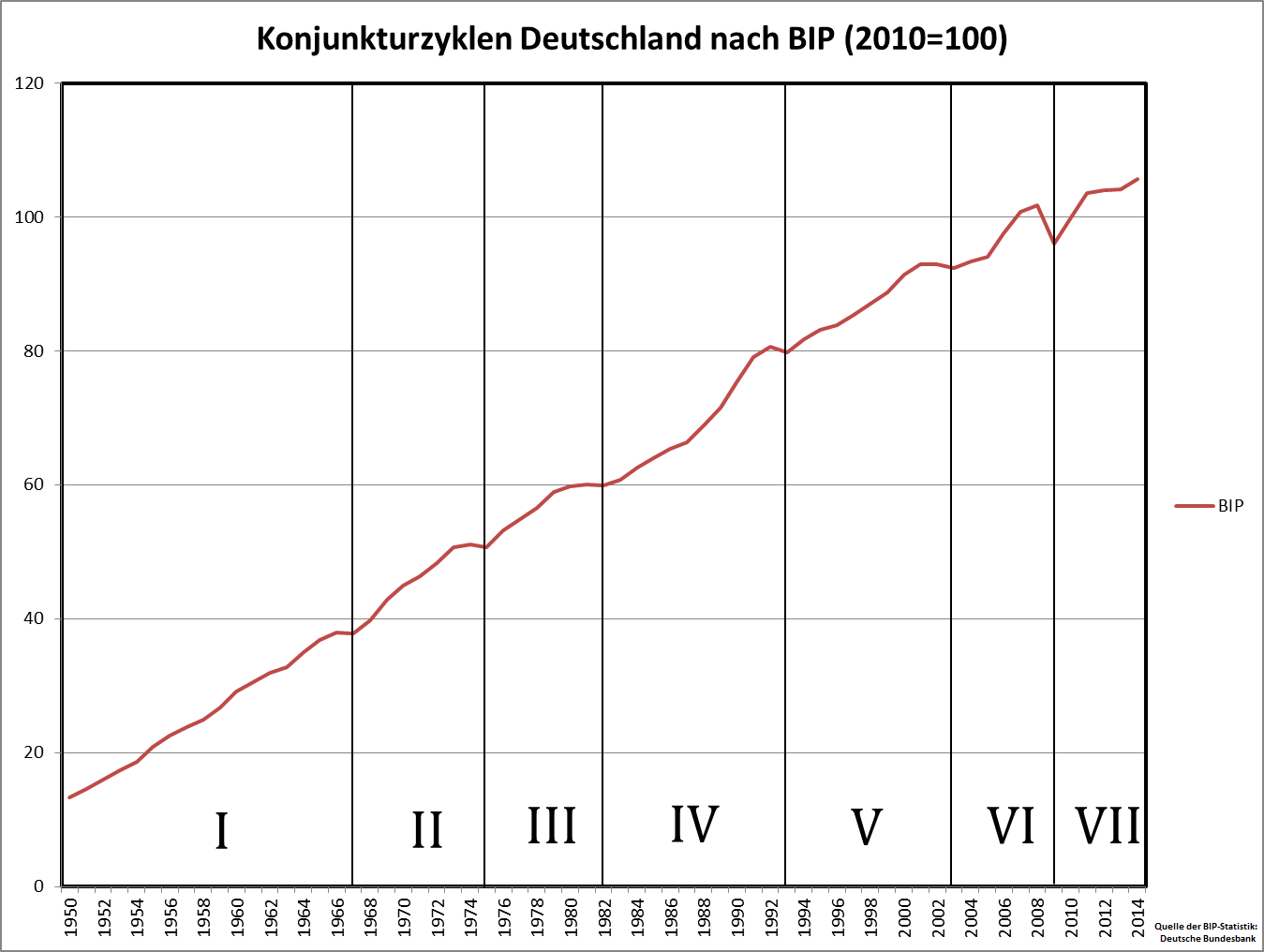
Konjunkturzyklen anhand des BIP

- Der erste Nachkriegsaufschwung endete im zweiten Halbjahr 1966. Das Bruttoinlandsprodukt (BIP) 1967 war 0,2 % geringer als das BIP 1966. Auch die Weltwirtschaft kühlte ab (Tiefphase im zweiten Halbjahr 1967).[24]
- Der zweite Zyklus endete mit der Rezession 1974, als während der ersten Ölpreiskrise viel Geld an die ölfördernden Länder floss.
- Ein dritter Zyklus endete 1981/82 während der zweiten Ölpreiskrise.
- Der vierte Zyklus endete 1993 in einer Rezession. Es war die bis dahin einzige Rezession in der Geschichte der Bundesrepublik Deutschland, die binnenwirtschaftliche Ursachen hatte: im Wiedervereinigungsboom hatte es Übersteigerungen gegeben; die Deutsche Bundesbank hatte u. a. wegen der zuvor hohen Inflation eine restriktive Geldpolitik praktiziert.
- Ein fünfter Zyklus endete nach dieser Zählung 2001. Im März 2000 war die Dotcom-Blase geplatzt; damit endete ein Boom in der IT- und Kommunikationsbranche. Die Schwächephase zog sich etwa bis 2004 hin.
- Das relativ starke Wirtschaftswachstum seit 2005 läutete den Anfang des sechsten Zyklus in Deutschland ein. Dieser endete abrupt im zweiten Halbjahr 2008 durch eine Finanz- und Wirtschaftskrise in vielen Industrieländern. Im Jahr 2009 ging das BIP preisbereinigt um 5 % zurück. Das war der größte Rückgang nach der Gründung der Bundesrepublik.[25]

## Konjunkturzyklen in der Schweiz
Die vom Zweiten Weltkrieg unversehrte Schweiz erlebte nach dem Krieg einen bis zur Ölkrise Anfang der 1970er Jahre anhaltenden, vor allem auch durch den Export gestützten Aufschwung, der in seiner letzten Phase in eine Inflation mündete und durch die Ölkrise sowie eine Baukrise abrupt gestoppt wurde. Beim zweiten Zyklus erstreckte sich der Aufschwung vor allem über die 1980er Jahre, er wurde Anfang der 1990er Jahre durch eine geplatzte Blase im Immobiliensektor gestoppt. Der erneute Aufschwung ab zweiter Hälfte 1990er Jahre nahm sein Ende wie in Deutschland mit dem Platzen der Dot-Com-Blase des amerikanischen IT-Sektors. Der vierte Zyklus-Aufschwung schließlich wurde durch die Banken- und Finanzkrise von 2008 unterbrochen. Nach Überwindung dieses Konjunkturtals bewegt sich das Wachstum in der Schweiz jetzt wieder auf hohem Niveau.